# Danger Mouse and Sparklehorse Present: Dark Night of the Soul
Dark Night of the Soul é um álbum escrito por Danger Mouse e Sparklehorse em parceria com David Lynch, que elaborou um ensaio fotográfico a ser lançado em conjunto com as músicas.
A obra traz um amplo time de vocalistas de artistas, que gravaram e contribuíram nas composições: James Mercer da The Shins, Wayne Coyne da The Flaming Lips, Gruff Rhys da Super Furry Animals, Jason Lytle da Grandaddy, Julian Casablancas da The Strokes, Frank Black da Pixies, Iggy Pop, Nina Persson da The Cardigans, Suzanne Vega, Vic Chesnutt, o cineasta David Lynch e Scott Spillane da Neutral Milk Hotel e The Gerbils.
Como a proposta teve problemas legais com a gravadora EMI, os produtores decidiram lançar o livro com um CD-R gravável, com os dizeres "Por razões legais, esse CD-R não contém nenhuma música. Use como quiser", em inglês, e disponibilizaram as músicas para download. 
O álbum acompanha um livro de cerca de 100 páginas com fotos feitas por David Lynch, descrito como a narrativa visual para a música. A obra tem edição limitada de 5.000 cópias.

## Faixas
Todas canções foram escritas, compostas e produzidas por Danger Mouse e Sparklehorse.
1. "Revenge" (featuring The Flaming Lips) – 4:52
2. "Just War" (featuring Gruff Rhys) – 3:44
3. "Jaykub" (featuring Jason Lytle) – 3:52
4. "Little Girl" (featuring Julian Casablancas) – 4:33
5. "Angel's Harp" (featuring Black Francis) – 2:57
6. "Pain" (featuring Iggy Pop) – 2:49
7. "Star Eyes (I Can't Catch It)" (featuring David Lynch) – 3:10
8. "Everytime I'm With You" (featuring Jason Lytle) – 3:09
9. "Insane Lullaby" (featuring James Mercer) – 3:12
10. "Daddy's Gone" (featuring Mark Linkous and Nina Persson) – 3:09
11. "The Man Who Played God" (featuring Suzanne Vega) – 3:09
12. "Grim Augury" (featuring Vic Chesnutt) – 2:32
13. "Dark Night of the Soul" (featuring David Lynch) – 4:38